# Altan Dinçer
Altan Dinçer (ur. 20 maja 1932 w Stambule, zm. 12 stycznia 2010 tamże) – turecki koszykarz i trener.

## Kariera klubowa
Dinçer rozpoczął karierę w 1948 w Vefa SK. W 1954 trafił do Fenerbahçe Ülker, gdzie grał do 1958, po czym przeszedł do Modasporu. W 1961 wrócił do Fenerbahçe, gdzie zakończył karierę.

## Kariera reprezentacyjna
W reprezentacji Turcji rozegrał 64 spotkania, w tym 14 jako kapitan. Wraz z kadrą wystąpił na igrzyskach olimpijskich w 1952, na których zagrał 2 mecze i zdobył 7 punktów oraz mistrzostwach Europy w 1955, 1957 i 1961.

## Kariera trenerska
W kwietniu 1966 został trenerem Fenerbahçe Ülker. W sierpniu 1968 zrezygnował z tej posady. W grudniu 1971 wraz z Bülentem Yükselem i Enisem Sine ponownie został szkoleniowcem tej drużyny. Zrezygnował z tego stanowiska w lipcu 1973.

## Życie prywatne
Był żonaty z Seçkin, z którą miał dwóch synów: Kemala i Haluka. Zmarł 12 stycznia 2010, a pochowany został następnego dnia w meczecie Teşvikiye w Stambule.